# ولیکا برزویتسیا
ولیکا برزویتسیا (به لاتین: Velyka Berezovytsia) یک زیستگاه انسانی در اوکراین است که در استان ترنوپیل واقع شده‌است.

## خصوصیات
ولیکا برزویتسیا ۲۴ کیلومترمربع مساحت و ۶٬۵۰۳ نفر جمعیت دارد و ۳۰۵ متر بالاتر از سطح دریا واقع شده‌است.